# Liste der Stolpersteine in Hötensleben
Die Liste der Stolpersteine in Hötensleben enthält alle Stolpersteine, die im Rahmen des gleichnamigen Kunst-Projekts von Gunter Demnig in Hötensleben verlegt wurden. Mit ihnen soll Opfern des Nationalsozialismus gedacht werden, die in Hötensleben lebten und wirkten.

## Liste der Stolpersteine
| Adresse       | Datum der Verlegung | Person | Inschrift | Bild              | Bild des Hauses |
| ------------- | ------------------- | --- | --- | ----------------- | --------------- |
| Steinweg 11 · | 23. Apr. 2014       | Albert Jaeckel (1910–1943) Albert Jaeckel wurde in Hötensleben als Sohn von Alfred und Eva Jaeckel geboren. Er wurde am 12. März 1943 nach Auschwitz deportiert und dort am 16. April 1943 ermordet. | Hier wohnte ALBERT JAECKEL Jg. 1910 deportiert 1943 Auschwitz ermordet 16.4.1943                                  |                   |                 |
| Steinweg 11 · | 23. Apr. 2014       | Alfred Jaeckel (1880–1942) Alfred Jaeckel stammte aus Wronke. Er und seine Frau wurden am 26. Oktober 1942 nach Riga deportiert und dort drei Tage später ermordet.                                  | Hier wohnte ALFRED JAECKEL Jg. 1880 deportiert 1942 Riga ermordet 29.10.1942                                      |                   |                 |
| Steinweg 11 · | 23. Apr. 2014       | Eva Jaeckel geb. Lippmann (1885–1942) Eva Jaeckel stammte aus Klempitz bei Czarnikau. Sie und ihr Mann wurden am 26. Oktober 1942 nach Riga deportiert und dort drei Tage später ermordet.           | Hier wohnte EVA JAECKEL geb. Lippmann Jg. 1885 deportiert 1942 Riga ermordet 29.10.1942                           |                   |                 |
| Steinweg 11 · | 27. Juni 2023       | Ernestine Lippmann (1858–1938) | Hier wohnte ERNESTINE LIPPMANN Jg. 1858 Opfer des Pogroms überfallen 9. Nov. 1938 Tod an den Folgen 19. Nov. 1938 | weitere Bilder \| |                 |

## Verlegungen
- 23. April 2014[7]
- 27. Juni 2023[8]